# Trzy korzenie
Czymś wyjątkowym w buddyzmie Diamentowej Drogi jest przyjmowanie schronienia w Trzech korzeniach. Trzy korzenie to:
- 1. Lama – reprezentuje on żywy związek z oświeceniem, jest nieprzerwanym ogniwem linii przekazu, biorącej początek od historycznego Buddy Siakjamuniego. Lama przekazuje swoje bezpośrednie doświadczenie oraz błogosławieństwo dla praktykującego buddyzm.

- 2. Jidamy – podane przez lamę aspekty buddy i wyzwalające metody, które wyrażają właściwości oświecenia i ponoć umożliwiają osiągnięcie praktykującym zwykłych i nadzwyczajnych zdolności (sanskr. siddhi).

- 3. Strażnicy – przy pomocy których lama usuwa wszystkie zewnętrzne i wewnętrzne przeszkody. Funkcją strażników jest spontaniczna i pozbawiona wysiłku aktywność buddy przekształacająca każde doświadczenie w kolejny krok na drodze ku oświeceniu.

Trzy korzenie są nieodłączne od Trzech klejnotów. Wszystkie sześć aspektów (Trzy klejnoty i Trzy korzenie) przedstawiane są także jako Drzewo schronienia.